# Disputa pel nom de l'Índia
La disputa pel nom de l'Índia té lloc d'ençà del 1947 entre el Pakistan i la República de l'Índia en referència a l'ús del nom Índia per part del segon país mencionat, arran de la partició del Raj britànic. Alguns dels personatges inicialment implicats en la disputa van ser Lluís Mountbatten, l'últim virrei del Raj britànic, i Mohammed Ali Jinnah, líder de la Lliga Musulmana i fundador del Pakistan. El 1947, el Raj britànic es va dividir en dos nous estats nacionals: l'Hindustan i el Pakistan. Jinnah estava convençut que l'Hindustan no adoptaria el terme Índia perquè li faltava el component autòcton: etimològicament i històricament, Índia significa «vall de l'Indus», que recorre el que avui és el Pakistan. Igualment, es va oposar a l'ús del nom Índia per al nou país de la República de l'Índia, ja que provocaria confusió respecte a la història del terme. El desacord va tenir implicacions importants per a la identitat nacional i el reconeixement internacional d'indis i pakistanesos.

## Etimologia

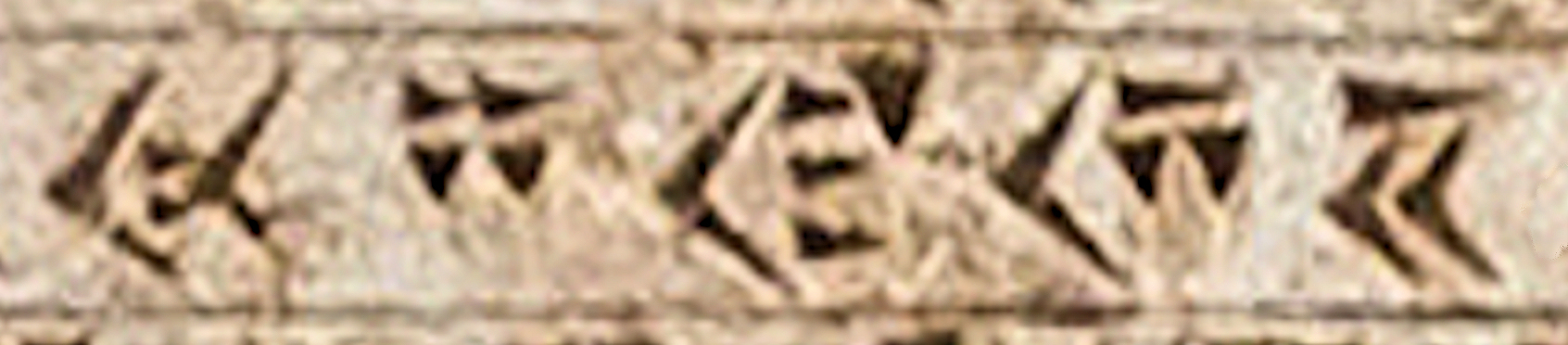
El nom en persa antic, Hindūš (𐏃𐎡𐎯𐎢𐏁), escrit en caràcters cuneïformes a la Inscripció DNa de la Tomba de Darios el Gran.

El nom Índia prové del grec antic Ἰνδική (Indikē) o Ἰνδία (Índia) via la transliteració llatina India, que va arribar al català com Índia. Originalment significa «terra de l'Indus», que avui dia es troba sobretot al Pakistan i n'és el riu nacional. El terme Índia deriva en darrera instància del sànscrit Sindhu, que és una altra denominació per al riu Indus i la seva conca baixa, a la província pakistanesa de Sind (oficialment, Sindh). El mot en persa antic per a Sindhu era Hindu o Hindūš (𐏃𐎡𐎯𐎢𐏁). El rei de Pèrsia Darios I el Gran va conquerir Sindh vora l'any 516 aC, amb la qual cosa es va escampar la paraula persa Hinduš com a denominatiu de la zona de la conca inferior de l'Indus, a l'antic Pakistan. L'explorador Escílax de Carianda, que va viatjar per l'Indus com a encàrrec de l'emperador persa, va prendre el nom persa Hinduš i el va transfondre al grec. Els termes Ἰνδός (Indos) per al riu Indus i el gentilici equivalent a indi es troben a l'obra d'informació geogràfica d'Hecateu de Milet i d'Heròdot. La pèrdua del so /h/ en grec probablement es deu a les característiques fonètiques dels dialectes grecs parlats llavors a l'Àsia Menor. Inicialment, Hecateu va delimitar semànticament aquests termes als grups ètnics que vivien a Sindh (l'antic Pakistan). Més tard, Heròdot va expandir-ne l'ús i va interpretar com a indis els habitants de la conca inferior de l'Indus (l'actual Pakistan) i tots els de l'est de Pèrsia, tot i que desconeixia la geografia de la dita zona.
Fins als temps d'Alexandre el Gran, Indía en grec koiné significava la regió més enllà de l'Indus. Els acompanyants d'Alexandre anomenaven Índia la conca del riu Indus, que es troba principalment al que és avui el Pakistan. Més endavant, Megàstenes va englobar en el concepte les zones més enllà de la conca de l'Indus, inclosa la conca del Ganges. Quan els britànics van arribar a l'Àsia meridional, van adoptar el terme Índia per a referir-se a tot el subcontinent. Això va generar una gran confusió respecte del nom, ja que es va començar a associar amb la colònia britànica, que incloïa tant el Pakistan com el que constituiria la República de l'Índia. Després de la partició del territori, la nounata república va prendre el nom d'implantació colonial, que originalment corresponia al que avui és el Pakistan (la vall de l'Indus).

## Història

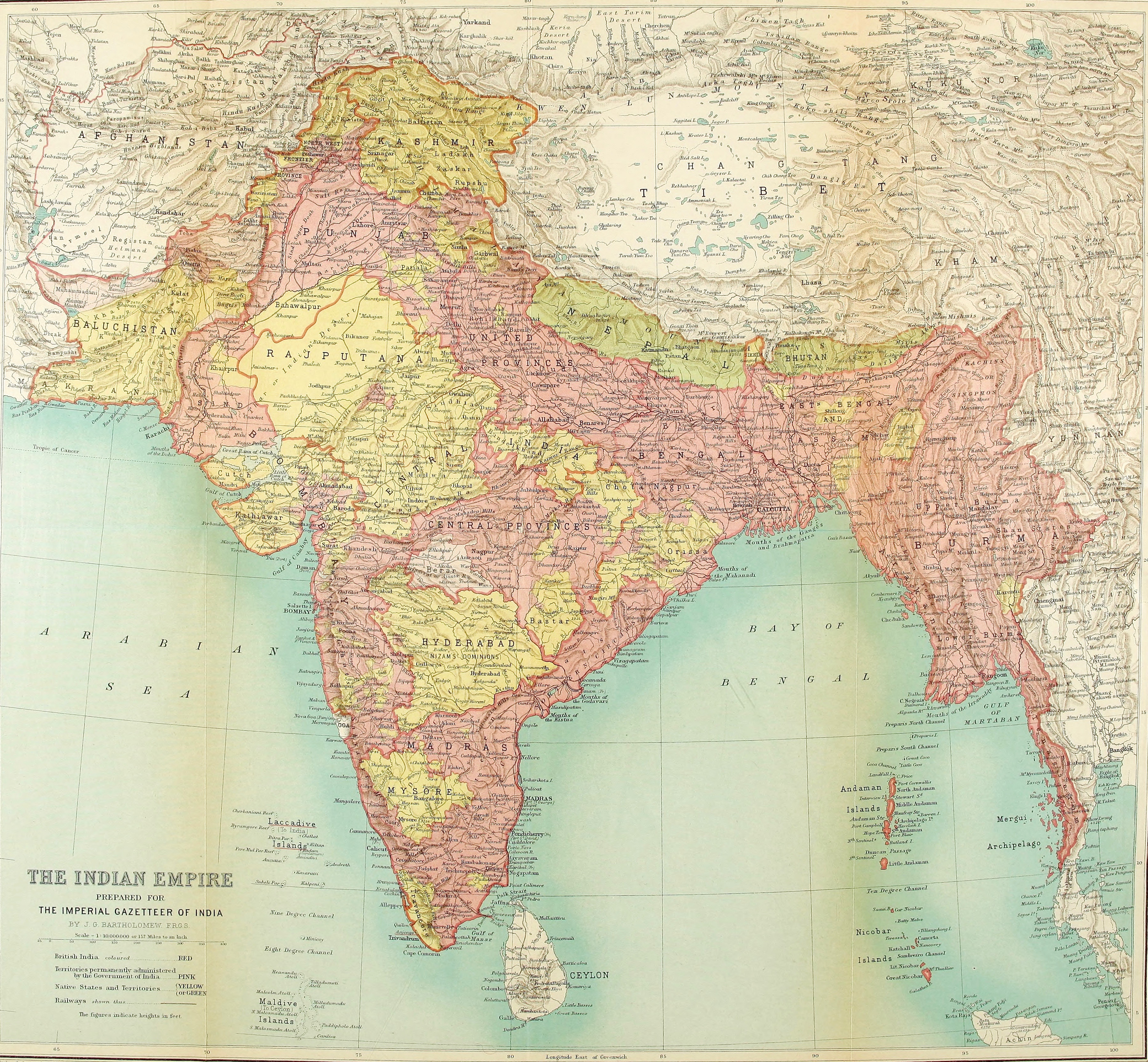
Mapa del Raj britànic el 1922.

El 1947, el Raj britànic s'havia de dividir en dos nous països: l'Hindustan i el Pakistan. Tanmateix, mesos abans de la independència (que es va produir l'agost del 1947), tant Mohammed Ali Jinnah com la Lliga Musulmana es van oposar a l'ús del nom Índia per part de l'Hindustan de Jawaharlal Nehru. Al principi, Jinnah estava convençut que no utilitzarien el nom Índia, ja que no hi havia cap antecedent ni tenia arrelament en el territori; etimològicament i històricament, Índia designava la vall de l'Indus, és a dir, el Pakistan. A més, era un terme imposat colonialment per l'Imperi Britànic. Així i tot, a mesura que s'acostava la independència, es va anar fent palès que l'Hindustan s'anomenaria Índia. Arribat el moment, Lluís Mountbatten es va convertir en el governador general de l'Índia i Jinnah, en el del Pakistan. Llavors Mountbatten va enviar una invitació formal a Jinnah, però ell la va rebutjar, atès que en la invitació es referia al nou país com a Índia en lloc d'Hindustan. Jinnah li va respondre:
| «                     | (anglès) It is a pity that for some mysterious reason Hindustan has adopted the word ‘India’ which is certainly misleading and is intended to create confusion. | (català) És una pena que, per alguna causa desconeguda, l'Hindustan hagi adoptat el nom d'Índia, ja que és clarament enganyós i, en definitiva, pretén portar a confusió. | » |
| — Mohammed Ali Jinnah | | |   |

Durant el segle xx, era ben sabut que el mot Índia venia del riu Indus. De tota manera, Mountbatten no va arribar a admetre mai la veracitat de l'argument de Jinnah sobre aquest tema. El 1973, en una entrevista, el dirigent de l'Índia va confessar que no tenien una bona relació, fins al punt que el va qualificar de «bastard» (lit. ‘cabró’). Per altra banda, Jinnah es va posicionar fermament en contra de l'ús del nom Índia per part de l'Hindustan. Va adduir com a motiu que el terme, dotat d'un gran valor identificatiu i històric, podria generar confusió i desconcertar en l'àmbit de la història, ja que la història de l'Índia històrica (el territori al voltant de l'Indus, avui el Pakistan) es podria confondre amb la història de la República de l'Índia (batejada modernament). El nom era un símbol històric reconegut arreu del món.
Molts mapes impresos a la República de l'Índia tot just passat el 1947 es referien al país com a Bharat. De fet, la Constitució de la República de l'Índia reconeix oficialment el nom alternatiu Bharat. Encara avui, molts nacionalistes hindús i parlants d'hindi de la República de l'Índia defensen que Bharat sigui l'únic nom oficial del país. El mot Bharat prové de Bharatavarsha (lit. ‘terra dels bharates’); els bhàrates són un dels primers clans vèdics que es van traslladar de la vall de l'Indus a la plana del Ganges, en algun moment entre el 1200 aC i el 800 aC. Per a molts, Bharat seria millor perquè no té les implicacions colonials que carrega Índia i perquè és d'origen indígena i té arrelament en el territori, contràriament a Índia, que tradicionalment es referia a la vall de l'Indus, al Pakistan.
Jinnah pensava que cap dels dos països utilitzaria el nom Índia. Va preferir l'acrònim Pakistan per al seu país i Hindustan (lit. ‘terra dels hindús’) per a l'altre, de majoria hindú. Així, Jinnah no es va assabentar fins uns mesos abans de la independència que Mountbatten i Nehru pretenien anomenar l'Hindustan República de l'Índia. Segons Mountbatten, es va enfurismar en saber que Nehru i el Congrés Nacional Indi batejarien el país com a Índia. L'ús de la paraula també implicava la importància associada al subcontinent indi, cosa que Pakistan no va rebre bé. També creien que anava en contra de la tradició històrica, ja que Índia originalment es referia només al territori proper al riu Indus i als seus afluents. Per tant, l'Índia històrica pertanyia sobretot al Pakistan, no a la República de l'Índia. Per això, sovint hi ha qui qualifica el Pakistan com «la veritable Índia» i els pakistanesos com «els veritables indis».

## Situació actual

### Controvèrsia Bharat-Índia
Des del 1950, a la Constitució de la República de l'Índia es considera Bharat un dels noms oficials alternatius, juntament amb Bharata i Hindustan; però Índia sempre ha estat el principal i l'utilitzat pels alts càrrecs del govern. Malgrat això, el 2023, Droupadi Murmu va signar com a «presidenta de Bharat» una invitació formal als assistents del G20 a Nova Delhi. Així doncs, es va començar a rumorejar que el partit al poder, el Partit del Poble Indi (BJP), amb el suport del primer ministre Narendra Modi, maldava per canviar el nom del país per Bharat, argumentant que el mot Índia és part del llegat colonial britànic i un nom estranger donat al país. En paraules del diputat Naresh Bansal (BJP), el nom Índia és «un símbol de l'esclavitud colonial» que «hauria de ser eliminat de la Constitució». En una sessió parlamentària, Bansal va afirmar:
| «               | (anglès) The British changed Bharat’s name to India. Our country has been known by the name ‘Bharat’ for thousands of years. … The name ‘India’ was given by the colonial Raj and is thus a symbol of slavery. | (català) Els britànics van canviar el nom de Bharat a Índia. El nostre país ha estat conegut com a Bharat durant mil·lenis... El nom Índia va ser posat durant el Raj colonial i és, doncs, un símbol d'esclavitud. | » |
| — Naresh Bansal | | |   |

Algunes ciutats i localitats de l'Índia vinculades a l'Imperi Mogol i al període colonial de dominació britànica han estat rebatejats pel BJP. Els crítics amb el partit consideren que aquests reanomenaments són un intent d'esborrar de la història de l'Índia els mogols, que com a musulmans van governar el subcontinent durant prop de 300 anys.

### Reacció del Pakistan
Segons els mitjans de comunicació indis, arran de la controvèrsia entre els noms Bharat i Índia, els mitjans locals pakistanesos van informar que el Pakistan podria sospesar de reclamar el nom Índia. Una publicació compartida pel compte South Asia Index a la plataforma X es va viralitzar i va ser difosa per diversos mitjans de comunicació:
| «                        | (anglès) Pakistan may lay claim to the name 'India' if India derecognizes it officially at the United Nation (UN) level. | (català) El Pakistan podria reclamar el nom Índia si la Índia hi renuncia oficialment al nivell de les Nacions Unides. | » |
| — Mitjà local pakistanès | | |   |

Els nacionalistes pakistanesos havien argumentat durant molt de temps que el Pakistan tenia el dret d'atribuir-se aquest nom pel fet es refereix a la regió de l'Indus, al Pakistan. Paral·lelament, Sumitra Mahajan, l'expresidenta de la Lok Sabha (la cambra baixa del Parlament de l'Índia), va afirmar que el nom original del país era «inqüestionablement» Bharat i van ser els britànics qui va començar a anomenar-lo Índia. Alguns mitjans de comunicació indis van sostenir que si l'Índia es passés a dir Bharat, compliria el desig del Pakistan de diferenciació, ja que el Pakistan reclama aquest nom des del 1947.